# República Democrática del Congo en los Juegos Olímpicos de Tokio 2020
La República Democrática del Congo estuvo representada en los Juegos Olímpicos de Tokio 2020 por siete deportistas, cuatro mujeres y tres hombres, que compitieron en cuatro deportes.
Los portadores de la bandera en la ceremonia de apertura fueron los boxeadores David Tshama Mwenekabwe y Marcelat Sakobi Matshu. El equipo olímpico congoleño no obtuvo ninguna medalla en estos Juegos.